# Kuppis järnvägsstation
Kuppis järnvägsstation (finska: Kupittaan rautatieasema) är en järnvägsstation på Helsingfors-Åbo-banan i Finland. Stationen ligger cirka 3 kilometer från Åbo centralstation. Stationsbyggnaden färdigställdes 1914 enligt John Stolpes ritningar. Samma år öppnades stationen för persontrafik. Fram till år 1946 hette stationen Åbo Östra (finska: Turku Itäinen).

## Stationsbyggnaden
Kuppis ursprungliga stationsbyggnad från 1914 togs ur VR:s användning när den nuvarande stationsbyggnaden stod färdig i slutet av 1994. Invigningen av den nya stationen hölls den 12 januari 1995. Den värdefulla träbyggnaden revs dock inte, och den har sedan dess använts bland annat som restaurang. I samband med byggandet av Kuppis nya station flyttades hela järnvägslinjen sju meter ner från den gamla järnvägslinjen. Den nya stationen byggdes ovanför järnvägen.
Försäljningen av biljetter på stationen avslutades den 2 augusti 2014.
I juli 2020 öppnades ett hotell i anslutning till järnvägsstationen. Hotellet heter Original Sokos Hotel Kupittaa och dess nedre lobby har direkt tillgång till stationens utrymmen.